# آپیتکوو
آپیتکوو (انگلیسی: Aptikovo) یک شهرک در شهرستان ایشیمبایسکی استان باشقیرستان کشور روسیه است.